# ورنویه (استان آمور)
ورنویه (به لاتین: Vernoye) یک منطقهٔ مسکونی در روسیه است که در استان آمور واقع شده‌است.